# Cisseps semidiaphana
Cisseps semidiaphana är en fjärilsart som beskrevs av Harr. 1836. Cisseps semidiaphana ingår i släktet Cisseps och familjen björnspinnare. Inga underarter finns listade i Catalogue of Life.